# 至圣圣体堂

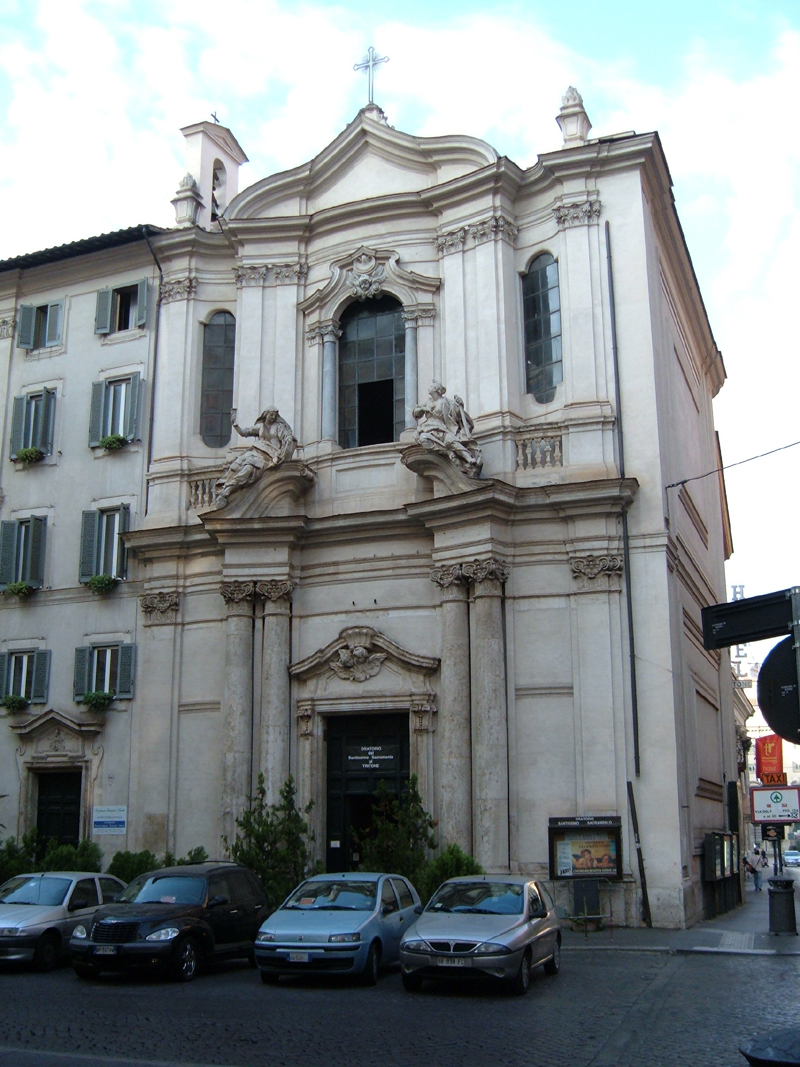

至圣圣体堂（義大利語：Oratorio del Santissimo Sacramento）是意大利罗马的一座天主教教堂。
该堂由圣体善会（Confraternita del Santissimo Sacramento）始建于1576-1596年，巴洛克风格。立面则由建筑师卡洛·萊納爾迪建于1681年。

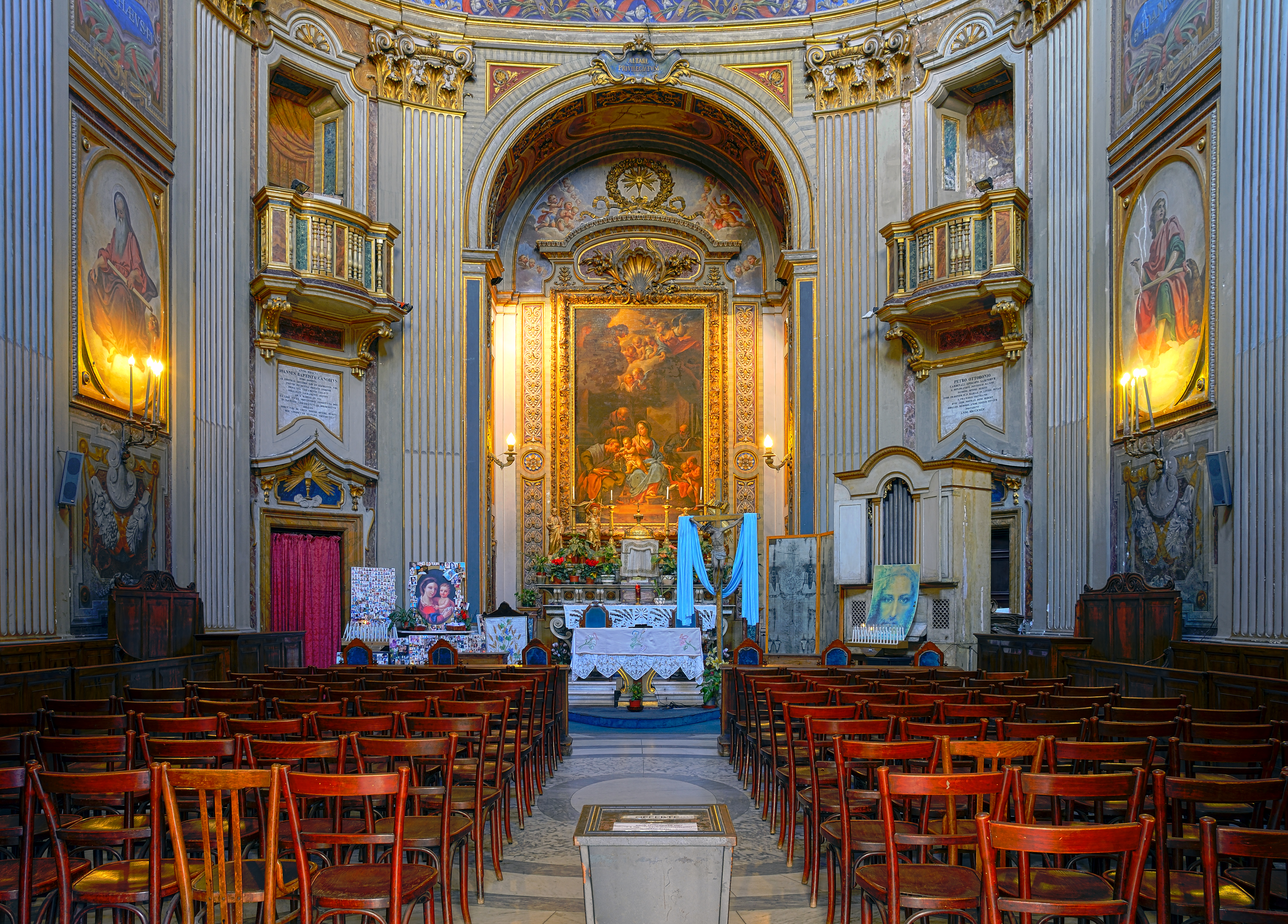

18世纪时，特雷维萨尼（Trevisani）创作了圣家像。